# Albert I (duc de Saxònia)
Albert I —Albrecht I. (alemany)— (c. 1175 – 7 d'octubre del 1260) fou Duc de Saxònia, Angria i Westfàlia; Senyor de Nordalbíngia; Comte d'Anhalt; i Príncep elector i Arxi-mariscal del Sacre Imperi. Tot i que el seu avi Albert l'Ós havia governat el ducat saxó entre 1138 i 1142, aquest Albert és comptat com el primer.
Membre de la Casa d'Ascània, Albert era el fill petit del Duc de Saxònia Bernat III i Brigitte, filla del rei de Dinamarca Canut V. El 1222 Albert es casà amb Agnès d'Àustria (1206–abans del 29 d'agost del 1238) filla de Duc d'Àustria Leopold VI
- Bernat (mort després del 1238)
- Judit de Saxònia ∞ 17 de novembre del 1239 rei Eric IV de Dinamarca (1216–1250); i (2) ∞ Bucard VIII de Querfurt-Rosenburg, burggravi de Magdeburg (1273–1313)
- Anna Marie (morta el 7 gener del 1252), ∞ Barnim I Duc de Pomerània
- Brigitte Jutta (morta el 4 d'abril del 1266), promesa a Otó de Brunswick i Lunenburg, ∞ abans del 1255 marcgravi Joan I de Brandenburg [fundador de la línia joanina de Brandenburg-Stendal]
- Matilde (Mechthild) (morta el 28 de juliol de 1266), ∞ ca. 1241 comte Joan I de Schauenburg i Holstein-Kiel

El 1238 Albert va casar Agnès de Turíngia (1205–1246), filla del landgravi Hermann I de Turingia
- Agnès, ∞ Duc Henry de Silèsia-Breslau
- Jutta, ∞ m. 1255, Joan I, marcgravi de Brandenburg; 2m: Burkhard VIII de Rosenburg, burggravi de Magdeburg
- Margaret (morta el 1265), ∞ 1264 Helmold III Comte de Schwerin

El 1247 Albert es casà amb Helena de Brunswick-Lüneburg (1231–6 setembre del 1273), filla de Duc Otto el Nen
- Helena (1247–12 juny del 1309), (1) ∞ El 1266 Duc Enric el Blanc de Silèsia-Breslau, i (2) ∞ el 1275 amb el burggravi Frederic III de Nuremberg
- Elisabet (mort abans del 2 febrer del 1306), (1) ∞ dins 1250 comte Joan I de Schauenburg i Holstein-Kiel, (2) ∞ dins 1265 comte Conrad jo de Brehna
- Joan I (mort després del 1248–30 juliol del 1285), a Wittenberg a Elbe), Duc governant de Saxònia amb el seu germà petit Albert II de, va dimitir el 1282, Joan I va casar el 1257 amb Ingeborg Birgersdotter de Småterra (1247/o ca. 1253–1302), filla o net de Birger jarl
- Albert (Albrecht) II (1250–25 d'agost del 1298), Duc governant de Saxònia amb el seu germà gran Joan I (fins al 1282), llavors amb els fills de l'últim (fins al 1296), llavors com el duc únic del partitioned branca duchy Saxònia-Wittenberg, ∞ el 1273 Agnès o Hagne (~ 1257–11 d'octubre del 1322*, en Wittenberg), filla de rei Rodolf I d'Alemanya
- Rodolf (mort després del 1269), ∞ Anna, filla del comte Palatí Lluís de Baviera

El 22 juliol 1227 Albert vaig afirmar com a company de vencedor a la batalla de Bornhöved, al comandament del Sacre Imperi Romà va deixar flanc, el seu rang anterior disputada com a senyor feudal dels comtes de Schauenburg i Holstein, un privilegi, però, va perdre pel seu successor Juan V en 1474
El 22 de juliol de 1227 Albert sortí victoriós de la batalla de Bornhöved, comandant el flanc esquerre del Sacre Imperi, rebent comtes de Schauenburg i Holstein, un privilegi que va perdre pel seu successor Joan V el 1474. Després de Bornhöved Albert va reforçar i va estendre la seva fortalesa i castell a Lauenburg d'Elba, que el seu pare Bernat hi havia aixecat dins 1182.
Albert entrà amb conflicte amb Ludolph I, Príncep-Bisbe de Ratzeburg, a qui empresonà, apallissà i envià a l'exili.
Després de la mort d'Albert a l'abadia de Lehnin, els seus fills, Joan I i Albert II, governaren conjuntament com a Ducs de Saxònia, amb Joan succeït pels seus tres fills Albert III, Eric I i Joan II, fins que abans del 20 de setembre 1296 partiren Saxònia en Saxònia-Lauenburg i Saxònia-Wittenberg, amb els germans conjuntament governant el primer, i Albert II governant el segon.